# Konungarnas tillbedjan (Burne-Jones)
Konungarnas tillbedjan (engelska: Adoration of the Magi) är en gobeläng tillverkad av företaget Morris & Co i tio exemplar 1890–1907. Motivet är baserat på akvarellen Bethlehems stjärna (engelska: The Star of Bethlehem) av den engelske konstnären Edward Burne-Jones. Den mest kända akvarellversionen målades 1890 och är utställd på Birmingham Museum and Art Gallery.  

## Motivet
Konungarnas tillbedjan är ett vanligt motiv i konsthistorien, särskilt under renässansen, och skildrar Jesu födelse. Till vänster står Josef från Nasaret och under ett tak sitter Jungfru Maria med Jesusbarnet i sitt knä. Centralt i bilden står ärkeängeln Gabriel och håller i stjärnan som vägledde de tre vise männen till Betlehem. Den äldre kungen Kaspar, vars ansikte är ett porträtt av Burne-Jones, står framför Melker och Baltsar. 

## Bakgrund
Burne-Jones, som tillhörde prerafaeliterna, gjorde flera förlagor till gobelänger och vävda tapeter i samarbete med William Morris, upphovsman till Arts and Crafts-rörelsen. Den mest berömda och uppskattade gobelängen från firman Morris & Co är Konungarnas tillbedjan. År 1886 fick Morris och Burne-Jones i uppdrag av rektor John Prideaux Lightfoot att skapa gobelängen till kapellet vid Exeter College i Oxford där de båda studerat som unga. Det var Lightfoot som föreslog motiv; han avled dock året därpå och fick därför aldrig se den färdiga gobelängen.
Det högt uppskattade motivet speglar den djupa andligheten i Burne-Jones konstuppfattning och hans förmåga att tilltala en bred allmänhet. Egentligen målade han endast figurerna. En medhjälpare på Morris & Co, John Henry Dearle, anförtroddes bladverket och William Morris formgav bården som ramar in gobelängerna. 

## Olika versioner
Burne-Jones målade en första mindre akvarell 1887 som har blågrå färgton och idag är i privat ägo. Utifrån den tog han fram en större version som användes som förlaga till gobelängerna. Den förvaras idag på Victoria and Albert Museum i London. Slutligen målade Burne-Jones 1890 en tredje version som med sina mått 200 x 100 cm är den största akvarellmålningen från 1800-talet. Den har en grön-blå färgton som skiljer ut den från andra versioner.
Burne-Jones var inte involverad i framtagandet av gobelängerna som gjordes av firma Morris & Co på Merton Abbey i London Borough of Merton. De är utförda i ylle och silke på bomullsvarp. 
| Bild | Titel                                                | År        | Material                         | Storlek (cm)  | Museum                                        | Ort              |
| ---- | ---------------------------------------------------- | --------- | -------------------------------- | ------------- | --------------------------------------------- | ---------------- |
|      | The Star of Bethlehem                                | 1887      | Akvarell, Gouache                | 64,5 x 98,5   | Privat ägo                                    |                  |
|      | Adoration of the Magi                                | 1888      | teckningskiss, akvarell, gouache | 240 x 376     | Victoria and Albert Museum                    | London           |
|      | The Star of Bethlehem                                | 1887–1890 | Akvarell                         | 200 x 100     | Birmingham Museum and Art Gallery             | Birmingham       |
|      | Adoration of the Magi                                | 1890      | textil                           |               | Exeter College                                | Oxford           |
|      | Adoration of the Magi                                | 1894      | textil                           |               | privat ägo (beställd av Wilfrid Scawen Blunt) |                  |
|      | Adoration of the Magi                                | 1894      | textil                           | 258 x 384     | Manchester Metropolitan University            | Manchester       |
|      | Adoration of the Magi                                | 1895      | textil                           | 335 x 401     | Eton College                                  | Eton, Berkshire  |
|      | Anbetung der Könige                                  | 1900      | textil                           | 255 x 382     | Museet för konst och hantverk Hamburg         | Hamburg          |
|      | Adoration of the Magi                                | 1902      | textil                           | 251,2 x 372,5 | Art Gallery of South Australia                | Adelaide         |
|      | Konungarnas tillbedjan                               | 1902      | textil                           | 255 x 379     | Eremitaget                                    | Sankt Petersburg |
|      | L'Adoration des Mages                                | 1904      | textil                           | 258 x 377,5   | Musée d'Orsay                                 | Paris            |
|      | The Star of Bethlehem (or the Adoration of the Magi) | 1906      | textil                           |               | Norwich Castle                                | Norwich          |
|      | Adoration of the Magi                                | 1907      | textil                           |               | St Andrew's Church, Roker                     | Sunderland       |